# Келети, Карл
Карл Келети (Keleti; 1833—1892) — венгерский статистик.
В рядах гонведов принимал участие в венгерской войне 1848—1849. В 1860-х организовал Центральное статистическое бюро Венгрии. Научные труды Келети, кроме монографии о землевладении и кадастре (1868), были посвящены всестороннему статистическому изучению Венгрии, её сельскохозяйственной статистике, задолженности землевладения, отношениям между национальностями, статистике народного питания; все они написаны на венгерском языке, на котором он опубликовал и учебник практической статистики (1875). В переводах на другие языки появились «Landeskunde von Ungarn» (Будап., 1873; есть и французский перевод) и «Rapport sur l'état de l’agriculture en Hongrie» (Будапешт, 1878).